# Алан, Клэр
Клэр Алан (англ. Claire Allan, родилась 7 мая 1985 года в Айслуорте) — английская регбистка, выступающая на позиции центровой (центра) и замыкающей (фуллбэка); чемпионка мира 2014 года в составе сборной Англии.

## Биография
Училась в школе Орлеанс-Парк в Туикенеме. Окончила университет Лафборо по специальности «Спорт и физическая культура». Вне регби работает офицером полиции.
В составе сборной Англии выиграла чемпионат мира 2014 года: англичанки победили в финале Канаду, а Алан отыграла последние 10 минут матча. В составе сборной Англии по регби-7 Алан играла на чемпионатах мира 2009 и 2013 годов, в составе сборной Великобритании выступала на Олимпийских играх 2016 года (4-е место).